# Estonian New Line
Estonian New Line var ett estniskt rederi som grundades 1991 med ambition att driva trafik på linjen Tallinn-Helsingfors, och som ägdes av bolaget Inreko. Verksamheten drevs i konkurrens med Estonian Shipping Company (ESCO) som stod bakom Estline. 1994 slogs Estonian New Line ihop med Tallink.

## Historia
Rederiet grundades i november 1991 för att driva färjetrafik mellan Helsingfors och Tallinn, med bolaget Inreko som ägare till rederiet. Till en början hyrde rederiet fartygen i sin flotta. I november 1991 hyrde man sitt första fartyg, M/S Corbière, ett gammalt fartyg ursprungligen ägt av Viking Line, som kallades Linda 1 i rederiets marknadsföring. Rutten mellan Tallinn och Helsingfors är 80 km lång. Linda 1 gick för Estonian New Line till slutet av 1992 och fick upp till 500 000 passagerare. År 1994 slogs Estonian New Line och Tallink ihop till ett nytt bolag vid namn AS Eminre, med Estonian New Lines ägare Inreko Laeva AS som delägare. Rederiverksamheten bedrevs under namnet Tallink. I september 1994 delades Eminre upp och linjen Helsingfors-Tallinn lades i bolaget AS Hansatee med Tallink kvar som marknadsföringsnamn på verksamheten. Inreko ägde då endast 12,75% av aktierna i AS Hansatee. Linda 1 utchartrades till Tallink. Inreko (Estonian New Line) köpte 1994 MS Nord Estonia som tidigare gått för Estline. Nord Estonia döptes om till MS Vana Tallinn och gick som fartyg för Tallink fast en del aktier tillhörde fortfarande Estonian New Lines (Inreko) och samma sak gällde för Linda 1. Rederiet återtog aldrig Linda 1 efter att fartyget chartrades ut.
1994 hyrde man två katamaraner, HS Laura och HS Liisa, som gjorde 36 knop. De sattes in på rutten Tallinn-Helsingfors. Antalet resenärer är okänt men de stod för 12% av trafiken. Fartygen gick fram till 1996 då den såldes till Malta.
Rederiet Estonian New Line gick i konkurs någon gång under 1995 (och det sista fartyget såldes i början av 1996), och ägaren Inreko såldes till Tallink. Därmed var rederiet upplöst.